# (33801) Emilyshi
(33801) Emilyshi est un astéroïde de la ceinture principale.

## Description
(33801) Emilyshi est un astéroïde de la ceinture principale. Il fut découvert le 3 novembre 1999 à Socorro (Nouveau-Mexique) par le projet LINEAR. Il présente une orbite caractérisée par un demi-grand axe de 2,34 UA, une excentricité de 0,15 et une inclinaison de 5,1° par rapport à l'écliptique.